# Nedachlebice
Nedachlebice (en allemand : Nedachlebitz) est une commune du district d'Uherské Hradiště, dans la région de Zlín, en République tchèque. Sa population s'élevait à 817 habitants en 2020.

## Géographie
Nedachlebice se trouve à 9 km au nord-est d'Uherské Hradiště, à 15 km au sud-sud-ouest de Zlín, à 73 km à l'est-sud-est de Brno et à 253 km au sud-est de Prague.
La commune est limitée par Březolupy au nord, par Částkov à l'est, par Prakšice, Drslavice, Hradčovice et Mistřice au sud et par Bílovice à l'ouest et au nord-ouest.

## Histoire
La première mention écrite du village date de 1209.